# Salvador Meléndez Bruna
Salvador Meléndez Bruna (¿?, Sevilla, Andalucía (España) – 1828, Cádiz (España)) fue un marinero, explorador y cartógrafo español que ejerció como gobernador de Puerto Rico entre 1809 y 1820. También exploró Centroamérica en 1794, elaborando varios mapas de la región, entre los que destaca el del Golfo de Fonseca, en El Salvador. 

## Biografía
Nació en Sevilla, Andalucía (España), pero la fecha de su nacimiento es desconocida.
El 9 de noviembre de 1779 se incorporó a la Guardia marina. Sin embargo, apenas si estuvo un año y diez meses en ese trabajo ya que en 1780 fue elevado a oficial y enviado a Algeciras (en Cádiz, Andalucía), a bordo del galeón “San Blas” y bajo órdenes de Barceló. En los años siguientes, estuvo trasbordando a 10 naves distintas (el Jabeque Murciano, Navío San Isidro, la Fragata Lucía, 2.º Paula, Navío Astuto, Navío Angel, Navío Septentrión, Jabeque San Sebastián, Jabeque San Dimas) y participó en seis ataques dados en la Plaza de Gibraltar. Más tarde lucharía en una expedición en Argel (Argelia).
Más tarde, en 1794, después de la petición real a Alejandro Malaspina para que este explorara Alaska, abandonando sus exploraciones en Centroamérica, la Corona solicita a Meléndez y Bruna viajar a Centroamérica para terminar el trabajo inconcluso que había dejado el explorador italiano en Centroamérica, como era elaborar los mapas que le faltó hacer. Así, el 13 de febrero de 1794, Salvador Meléndez salió de Acapulco (en el actual México) a bordo del barco “Activo”, para dirigirse a Centroamérica y poder elaborar los mapas que faltaban de las costas de esa parte de América.
Una vez en Centroamérica, recorrió las costas de Guatemala e hizo algunas exploraciones en esos lugares, hasta que llegó a Sonsonate (en El Salvador), donde realizó un mapa de la costa norteña del lugar. 
Tras esto, continúa su travesía hasta llegar, en mayo de 1794, al Golfo de Fonseca, donde elaboró un mapa de dicho Golfo, al que dio el nombre de “carta esférica que comprende el Golfo de Fonseca o de Amapala situado en el mar del Sur y en latitud norte su punta occidental que llaman del Contadillo”. Además de estos mapas, Meléndez también elaboró mapas de otros lugares de El Salvador: los del puerto de Sacrificios, puerto Escondido, puerto de Aguatulco, Ensenada de Los Ángeles, surgidero de Teguantepeque, surgidero de Sonsonate, surgidero de Ayutla y surgidero de Las Salinas.
Aparte de sus expediciones por El Salvador, Meléndez también estudió el tiempo, las lluvias, habías y otros accidentes geográficos que fue encontrando por el camino y elaboró un inventario de la flora y fauna salvadoreña.
Salvador Meléndez retornó a Acapulco el 3 de octubre de 1794 y, eventualmente, fue ascendido a General.
Más tarde, en 1805, participa en la Batalla de Trafalgar, campaña desarrollada en el Cabo Trafalgar, Cádiz, donde logró destacar y ascender a Capitán de navío. 
Cuatro años después, en 1809, fue nombrado Capitán General y Gobernador de Puerto Rico, llegando a San Juan el 30 de junio de ese año y manteniendo el cargo político hasta 1820. Así, fue a Meléndez Bruna quien, el 15 de julio de 1812, le tocó declarar la vigencia de la Constitución de Cádiz de ese año, estableciéndose la constitución de manera formal ya el 24 de ese mes.
En 1811 publicó un libro, "Representación del gobernador y Capitán General de la Isla de Puerto Rico".
A lo largo de su carrera, también logró obtener varios títulos como reconocimiento a sus labores marineros y políticos. Así, fue nombrado caballero de la Orden de Santiago y obtuvo la gran cruz de la Orden de Isabel la Católica y la gran cruz de la Orden de San Hermenegildo. Durante sus viajes, escribió varios libros en los cuales señalaba las cosas que vivía y veía en ellos. Así, escribió, entre otros, un Diario del viaje al Puerto de Realexo, que tenía como objetivo el reconocimiento y levantamiento de planos en las costas extendidas entre el puerto de Acapulco y Sonsonate, y la Exploración del golfo de Conchagua (escrito este último en uno de sus viajes en el bergantín "Activo"). 
Meléndez Bruna murió en 1828, en Cádiz (España).

## Legado
Salvador Meléndez Bruna es el personaje más estudiado por algunos historiadores salvadoreños.